# Prekluze
Prekluze (z latinského prae-clusio, uzavření) v soukromém právu znamená nejen zánik nároku z určitého subjektivního práva, ale i úplný zánik tohoto práva jako takového. Na rozdíl od promlčení ovšem prekluze není všeobecná, nastává pouze tam, kde to zákon výslovně stanoví, zpravidla souslovím „jinak právo zanikne“. Je proto vcelku výjimečným právním institutem.
V trestním právu se lhůty, které mají charakter prekluze, nazývají lhůtami promlčecími.

## Vznik prekluze
Ke vzniku prekluze je třeba naplnění dvou právních skutečností:
1. uplynutí zákonem stanovené doby, tzv. prekluzivní lhůty, a
2. neuplatnění práva (tzv. omisivní právní jednání) v této lhůtě.

Prekluzivní lhůty jsou lhůtami hmotněprávními, tzn. právo musí být uplatněno nejpozději jejich poslední den (případně první následující pracovní den). Obecně se tyto lhůty neprodlužují a jejich běh se nezastavuje ani nepřerušuje. Výjimkou je např. řádné uplatnění práva u orgánu veřejné moci, uzavření mimosoudní dohody, manželství či působení vyšší moci, kdy se běh prekluzivní lhůty na danou dobu zastaví.

## Důsledky prekluze
Při prekluzi právo zaniká zcela, nezůstává ani jako naturální obligace, proto případné plnění z prekludovaného nároku je plněním bez právního důvodu a může být požadováno zpět jako bezdůvodné obohacení. K prekluzi přihlíží soud jak v řízení nalézacím, tak v případě již nalezeného práva i v řízení vykonávacím z úřední povinnosti (ex officio), tedy i bez návrhu dlužníka.

## Některé případy prekluze
- Právo, aby soud rozhodl, že nelze přihlížet k hlasu člena korporace, který zneužil své hlasovací právo (§ 212 odst. 2 OZ)
- Právo, aby soud rozhodl o neplatnosti vyloučení člena spolku (§ 242 OZ)
- Právo dovolat se neplatnosti rozhodnutí orgánu spolku (§ 259 OZ)
- Právo domáhat se odvolání člena správní rady nadace (§ 366 OZ) nebo jejího revizora (§ 375 odst. 2 OZ)
- Právo domáhat se neplatnosti smlouvy o sloučení nadací (§ 388 OZ)
- Právo podnikatele domáhat se zisku z jednání jeho zástupce proti zákazu konkurence (§ 432 odst. 2 OZ)
- Právo podat žalobu na ochranu nebo uchování držby (§ 1008 odst. 1 a 2 OZ)
- Právo volby nové věci nebo náhrady vlastníka původní věci, kterou jiný nezpracoval v dobré víře (§ 1075 odst. 2 OZ)
- Právo opomenutého spoluvlastníka dovolat se vůči sobě neúčinnosti přijatého rozhodnutí o neodkladné záležitosti při správě společné věci (§ 1128 odst. 3 OZ)
- Předkupní právo nájemce k bytové jednotce nebo nebytovému prostoru při jejich prvním převodu (§ 1187 odst. 1 OZ)
- Právo přehlasovaného člena společenství vlastníků jednotek, aby ve věci rozhodl soud (§ 1209 odst. 1 OZ)
- Právo navrhnout soudu odvolání správce věci v přídatném spoluvlastnictví (§ 1231 odst. 2 OZ)
- Právo zástavního věřitele na převedení zastaveného podílu v obchodní korporaci na sebe po jeho neúspěšném zpeněžení (§ 1327 odst. 1 OZ)
- Právo odmítnout dědictví (§ 1487 odst. 2 OZ)
- Právo na zrušení smlouvy vyplývající z neúměrného zkrácení (§ 1795 OZ)
- Předkupní právo (§ 2148 odst. 1 OZ), právo z cenové doložky (§ 2156 OZ) a jiná vedlejší ujednání u kupní smlouvy (§ 2157 OZ)
- Právo věřitele prodávajícího dovolat se vůči sobě neúčinnosti prodeje obchodního závodu (§ 2181 OZ)
- Právo nájemce na způsobilý byt po nastěhování (§ 2244 odst. 1 OZ)
- Právo pronajímatele domáhat se vyklizení bytu kvůli jeho úpravě (§ 2262 odst. 1 OZ)
- Právo nájemce žádat přezkoumání oprávněnosti výpovědi z nájmu prostoru sloužícího k podnikání (§ 2314 odst. 2 OZ)
- Právo nájemce na prominutí nebo snížení nájemného kvůli nemožnosti řádného užívání pronajaté movité věci (§ 2318 odst. 2 OZ)
- Právo nájemce na náhradu nákladů údržby pronajatého dopravního prostředku (§ 2325 odst. 2 OZ)
- Právo věřitele propachtovatele dovolat se vůči sobě neúčinnosti pachtu obchodního závodu (§ 2354 OZ)
- Právo obchodního zástupce na zvláštní odměnu (§ 2516 OZ)
- Práva odesílatele ze smlouvy o přepravě věci (§ 2555 odst. 2 OZ)
- Právo ostatních společníků domáhat se ve prospěch společného účtu zisku z jednání člena společnosti proti zákazu konkurence (§ 2727 odst. 2 OZ)
- Právo pojistitele navrhnout novou výši pojistného (§ 2791 odst. 1 OZ), jeho právo vypovědět pojištění (§ 2791 odst. 2, § 2792 a § 2793 odst. 1 OZ) a právo pojistitele i pojistníka odstoupit od pojistné smlouvy (§ 2808 odst. 1 a § 2835 OZ)
- Právo podat k soudu návrh na určení, zda byl zákonně sjednán pracovní poměr na dobu určitou (§ 39 odst. 5 ZPr)
- Právo zaměstnavatele dát zaměstnanci výpověď nebo okamžitě s ním zrušit pracovní poměr (§ 57 a § 58 ZPr) a právo zaměstnance okamžitě zrušit pracovní poměr (§ 59 ZPr)
- Právo uplatnit u soudu neplatnost rozvázání pracovního poměru (§ 72 ZPr)
- Právo zaměstnance domáhat se u soudu opravy potvrzení o zaměstnání nebo pracovního posudku (§ 315 ZPr)
- Právo zaměstnance domáhat se u soudu určení, že k rozvázání pracovního poměru došlo z důvodu podstatného zhoršení pracovních podmínek (§ 339a odst. 1 ZPr)